# VfB Merseburg
Der VfB Merseburg (offiziell: Verein für Ballsport Merseburg e.V., zuvor VfB IMO Merseburg und 1. FC Merseburg) ist ein Sportverein in Merseburg im Saalekreis. 

## Geschichte

### Vom BSG Stahl zum VfB IMO Merseburg
Unter dem Namen BSG Stahl spielte die Mannschaft von 1956 bis 1957 sowie ab 1980 bis 1990 in der drittklassigen Bezirksliga Halle. Größte Erfolge waren der dritte Platz 1983 und der vierte Platz 1981. Von 1982 bis 1984 ließ der ehemalige sowjetische Nationalspieler Jurij Jelissjejew seine Karriere bei der BSG Stahl Merseburg ausklingen.
Der Verein VfB Merseburg wurde im Jahre 1990 als Nachfolger der BSG Stahl Merseburg gegründet. Dieser übernahm entsprechend im Jahre 1990 den Platz in der Bezirksliga und stieg ein Jahr später in die Verbandsliga Sachsen-Anhalt auf.
1997 erfolgte die Fusion mit dem Verein IMO Merseburg, Nachfolger der BSG IMO Merseburg, zum VfB IMO Merseburg. Nach der Fusion erreichte die Mannschaft im Jahre 2001 das Endspiel im Sachsen-Anhalt-Pokal, das jedoch gegen den 1. FC Magdeburg mit 0:3 verloren wurde. Im Jahre 2005 stieg der VfB in die Landesliga ab und schaffte drei Jahre später den Wiederaufstieg. Nach nur einem Jahr ging es 2009 wieder runter in die Landesliga, ehe der Verein 2012 in die Verbandsliga Sachsen-Anhalt zurückkehrte. Dort wurde der VfB im Jahre 2016 Vizemeister hinter dem Lokalrivalen SV Merseburg 99. Drei Jahre später sicherte sich der VfB IMO vorzeitig den Aufstieg in die Oberliga, da der Verein als einziger Club aus der Verbandsliga einen Lizenzantrag für die Oberliga Nordost stellte. Die Fußballmannschaft der Männer stieg 2019 unter dem Vor-Vorgänger Namen VfB IMO Merseburg in die Oberliga Nordost auf. 

### 1. FC Merseburg
Zum 1. Juli 2019 fusionierte der Verein mit dem SV Merseburg 99. Dabei löste sich der SV 99 auf und seine Mitglieder traten dem VfB IMO bei, der sich in 1. FC Merseburg umbenannte. Der 1. FC Merseburg übernahm daraufhin zur Spielzeit 2019/20 den Platz in der Oberliga Nordost.
In der Saison 2021/22 zog sich der 1. FC Merseburg zur Rückrunde aus der Oberliga zurück, sodass alle bis dahin absolvierten Spiele annulliert wurden. In der Folgesaison sollte die bisherige Reservemannschaft den Startplatz in der Landesliga Staffel Süd Sachsen-Anhalt übernehmen.

### VfB Merseburg
Auf der Mitgliederversammlung Ende Mai 2022 beschlossen die Mitglieder eine erneute Vereinsumbenennung. Seit September 2022 spielt man nun unter dem Namen VfB Merseburg. Die Reservemannschaft aus der Saison 2021/2022 wurde zur neuen 1. Mannschaft und spielt aktuell in der Landesliga Staffel Süd in Sachsen-Anhalt. 

## Persönlichkeiten
- Thorsten Görke
- Nico Kanitz
- Tom Persich
- Detlef Schößler

## Trivia
- Ebenfalls als VfB Merseburg abgekürzt wird der Verein für Badminton Merseburg e.V., der 1993 ausgegliedert wurde.[5]